# Castillon (Alti Pirenei)
Castillon è un comune francese di 88 abitanti situato nel dipartimento degli Alti Pirenei nella regione dell'Occitania.

## Società

### Evoluzione demografica
Abitanti censiti